# تاكاشي كوباياشي (مصارع رياضي)
تاكاشي كوباياشي (باليابانية: 小林孝至 ) (و. 1963  م) هو مصارع رياضي ياباني، ولد في أوشيكو، إيباراكي، شارك في الألعاب الأولمبية الصيفية 1988، وشارك في المصارعة الحرة في الألعاب الأولمبية الصيفية 1988 – رجال 48 كجم ‏.

## التعليم
تعلم في جامعة نيهون
.

## روابط خارجية
- تاكاشي كوباياشي على موقع قاعدة بيانات المصارعة الدولية (الإنجليزية)
- تاكاشي كوباياشي على موقع أوليمبيديا (الإنجليزية)